# Джейсон отправляется в ад: Последняя пятница
«Джейсон отправляется в ад: Последняя пятница» (англ. Jason Goes to Hell: The Final Friday) — американский слэшер 1993 года режиссёра Адама Маркуса, девятый фильм из серии фильмов о Джейсоне Вурхизе. Первый фильм серии, произведённый кинокомпанией «New Line Cinema», которая приобрела права на франшизу после кассового провала восьмой части. В то же время она не приобрела права на само название франшизы, вследствие чего этот фильм стал первым в серии, который не имеет названия «Пятница, 13-е».
Премьера фильма состоялась 13 августа 1993 года, в день, когда исполнялось 13 лет с момента выхода на экран первой части. В США фильм собрал 15 935 068 долл., из них в первый уик-энд проката — 7 552 190.

## Сюжет
В одиноко стоящем домике вблизи леса девушка собирается принять ванну. За ней наблюдает Джейсон Вурхиз. Увидев маньяка, девушка убегает. Начинается погоня, и Джейсон попадает в ловушку, устроенную ФБР — его расстреливают, а потом и вовсе взрывают. Однако Джейсон так просто не сдаётся, его чёрное сердце продолжает биться и захватывает тело чернокожего патологоанатома, делавшего вскрытие обгоревшего трупа маньяка. Начинаются немотивированные и беспричинные убийства невинных людей перемещающимся из тела в тело Джейсоном. В теле патологоанатома Джейсон убивает медика и пару агентов ФБР, а затем покидает морг, возвращаясь на Хрустальное Озеро с целью найти своих родных и переселиться в их тела.
Охотник на маньяков Крейтон Дьюк понимает, что только родственник Джейсона способен окончательно победить его. А его последние родственники — Дайана Кимбл и её дочь Джессика со своей дочерью Стефани. Крейтон Дьюк находит Дайану в кафетерии, где она работает, и пытается предупредить об опасности, но в итоге оказывается арестован за домогательство. Сама Дайана пытается уговорить бывшего парня своей дочери Стивена Фримена вернуться к Джессике, чтобы хоть как-то защитить. Тем временем Джейсон расправляется с несколькими туристами и семьёй полицейского Джоша, в чьё тело и переселяется. Джейсон направляется в дом Дайаны. Дайана стреляет ему в голову, но это ничего не меняет. В это время в доме появляется Стивен и противостоит маньяку. А тот, убив Дайану, отступает. Стивена арестовывают за убийство Дайаны. В тюрьме он встречает Дьюка, который рассказывает ему, что Джейсон будет преследовать семью Кимблов до тех пор, пока не убьёт их всех. Пытаясь спасти Джессику, Стивен, с помощью своего друга офицера Рэнди Паркера, сбегает из тюрьмы.
Попав в дом Вурхизов, Стивен проваливается сквозь гнилой пол. Роберт поднимается на второй этаж и собирается звонить по телефону, но в этот момент появляется Джейсон и переселяется в его тело. Затем Джейсон отправляется за Джессикой, но Стивен перехватывает его и забирает девушку в свою машину. Стивен начинает объяснять Джессике ситуацию, но та не верит ему, выбрасывает его из машины и отправляется в полицейский участок. Вместе с ней туда прибывает и Джейсон, он убивает нескольких офицеров и почти добирается до Джессики, но и на этот раз Стивен спасает девушку, которая наконец начинает ему верить. Во время этого хаоса из тюрьмы сбегает Дьюк. Стивен с Джессикой отправляются в кафе с целью забрать дочь Джессики. Там они встречают Джоя, который всё ещё верит в то, что Стивен убил Дайану. Вскоре появляется Джейсон, который убивает почти всех посетителей кафе, в том числе и Джоя. Стивен находит письмо, в котором говорится, что ребёнок Джессики у Дьюка, а тот находится в доме Вурхизов. Тут через стену пробивается Джейсон, он хватает Джессику, но ценой своей жизни её спасает официантка.
В одиночестве Джессика приходит в дом Вурхизов, где Дьюк отдаёт ей ребёнка и вручает кинжал, который поможет победить Джейсона. В это время пришедший в кафе офицер обнаруживает тела и становится новым обличием Джейсона, который переселяется в него. В доме Дьюк проваливается через пол и Джессика остаётся с появившимися Лэндисом и Рэнди. Лэндис бросается на Джессику и напарывается грудью на кинжал, а Рэнди, одержимый Джейсоном, пытается переселиться в Стефани, но Стивен отсекает ему голову. Из трупа выбирается некое существо и, проникнув в мёртвое тело Дайаны, обнаруженное в подвале, перерождается в истинное обличье маньяка.
Пока Стивен и Джессика пытаются достать кинжал, упавший под шкаф, Дьюк атакует Джейсона, который убивает его. Следующим в бой выходит Стивен, он наносит Джейсону удары граблями и лопатой. Затем Джессика втыкает в грудь маньяка магический кинжал, который освобождает души мучеников — жертв Джейсона. Вдруг из-под земли вырываются несколько рук, которые затаскивают маньяка в Ад. Джейсон пытается затащить с собой Стивена, но Джессика спасает его.
Стивен и Джессика гуляют вместе с ребёнком по городу на рассвете. В следующем кадре показывается маска Джейсона, которую забирает из-под земли рука Фредди Крюгера. Экран темнеет, слышится смех Крюгера (см. «Фредди против Джейсона»).

## В ролях
- Джон Д. Лемиэй — Стивен Фриман
- Кэри Кигэн — Джессика Кимбл
- Кейн Ходдер — Джейсон Вурхиз / агент ФБР #1 / Фредди Крюгер
- Стивен Уильямс — Крейтон Дюк, охотник за головами
- Стивен Калп — Роберт Кэмпбэлл
- Эрин Грэй — Дайана Куимбл
- Расти Швиммер — Джоуи Б.
- Ричард Гант — коронер Фил
- Лесли Джордан — Шелби Б.
- Билли Грин Буш — шериф Эд Ландис
- Кипп Маркус — офицер Рэнди Паркер
- Эндрю Блох — помощник шерифа Джош
- Адам Крэннер — Уорд Б.
- Эллисон Смит — Вики
- Джули Майклс — агент Элизабет Маркус
- Дин Лори — ассистент коронёра
- Тони Эрволина — агент ФБР #2
- Диана Джорджер — Эдна
- Адам Маркус — офицер Биш
- Марк Томпсон — офицер Марк
- Брайан Фелпс — офицер Брайан
- Блэйк Конуэй — офицер Анделл
- Маделон Кёртис — офицер Райан
- Мишель Клуни — Дебора
- Майкл Б. Сильвер — Люк
- Кэтрин Этвуд — Алексис
- Джонатан Пеннер — Дэвид
- Диана Джеймс — полицейская в очках

## Производство фильма
После прокатного провала прошлой части киносериала кинокомпания «Paramount Pictures» вернула права на киносериал к Шону Каннингему и Каннингем обратился «New Line Cinema». В оригинале сценария в качестве убийцы фигурировал брат Джейсона — Элайес. Эта сюжетная линия была забракована, но имя Элайес было присвоено отцу Джейсона. Кроме того, Бетси Палмер (ранее игравшей мать Джейсона) предлагали сыграть в фильме небольшую роль, но она отказалась.
Спустя тринадцать лет к созданию картины приложил руку основатель сериала Шон Каннингем, который выступил продюсером фильма. Режиссёр фильма Адам Маркус в 12-летнем возрасте работал помощником Шона Каннингема на съёмках первого фильма.

## Слоганы
- «The creator of the first returns to bring you the last…» — «Создатель первого возвращается, чтобы преподнести тебе последнее…»
- «Evil has finally found a home» — «Зло, наконец, нашло дом»
- «Jason goes to Hell, and he’s NOT coming back!» — «Джейсон отправляется в Ад, и он НЕ вернётся назад!»
- «Horror has many faces… death wears many different masks… but pure evil wears only one… and this is your final chance to see it…» — «Ужас имеет много лиц… смерть носит много разных масок…… но чистое зло носит лишь одну… и это твой последний шанс увидеть её…»
- «From what you see your jaw drop» — «От увиденного у вас челюсть отвиснет»